# AS Sigui
Association Sportive de Sigui w skrócie AS Sigui – malijski klub piłkarski, grający niegdyś w pierwszej lidze, mający siedzibę w mieście Kayes.

## Sukcesy
- Puchar Mali[1]:
  - zwycięstwo (1): 1987.

## Występy w afrykańskich pucharach
| Sezon | Rozgrywki                 | Runda   | Kraj                     | Klub                 | Dom | Wyjazd | Dwumecz      |
| ----- | ------------------------- | ------- | ------------------------ | -------------------- | --- | ------ | ------------ |
| 1988  | Puchar Zdobywców Pucharów | wstępna | Sierra Leone             | Real Republicans FC  | 0–0 | 0–0    | 0–0 (k. 3–4) |
| 1993  | Puchar CAF                | 1       | Nigeria                  | Shooting Stars FC    | 1–0 | 1–2    | 2–2          |
| 1993  | Puchar CAF                | 2       | Wybrzeże Kości Słoniowej | Stella Club d’Adjamé | 0–2 | 0–3    | 0–5          |

## Stadion
Domowe mecze klub rozgrywa na stadionie o nazwie Stade Abdoulaye Nakoro Cissoko w Kayes. Stadion może pomieścić 15000 widzów.

## Reprezentanci kraju grający w klubie od 2010 roku
Stan na lipiec 2023.
| - Lawrence Doe |